# Claughton (Lancaster)
Claughton – wieś w Anglii, w hrabstwie Lancashire, w dystrykcie Lancaster. Leży 76 km na północ od miasta Manchester i 334 km na północny zachód od Londynu. W 2001 miejscowość liczyła 132 mieszkańców.